# CCS
CCS (англ. Copper chaperone for superoxide dismutase) – білок, який кодується однойменним геном, розташованим у людей на короткому плечі 11-ї хромосоми. Довжина поліпептидного ланцюга білка становить 274 амінокислот, а молекулярна маса — 29 041.
| 10         |  | 20         |  | 30         |  | 40         |  | 50         |
| ---------- |  | ---------- |  | ---------- |  | ---------- |  | ---------- |
| MASDSGNQGT |  | LCTLEFAVQM |  | TCQSCVDAVR |  | KSLQGVAGVQ |  | DVEVHLEDQM |
| VLVHTTLPSQ |  | EVQALLEGTG |  | RQAVLKGMGS |  | GQLQNLGAAV |  | AILGGPGTVQ |
| GVVRFLQLTP |  | ERCLIEGTID |  | GLEPGLHGLH |  | VHQYGDLTNN |  | CNSCGNHFNP |
| DGASHGGPQD |  | SDRHRGDLGN |  | VRADADGRAI |  | FRMEDEQLKV |  | WDVIGRSLII |
| DEGEDDLGRG |  | GHPLSKITGN |  | SGERLACGII |  | ARSAGLFQNP |  | KQICSCDGLT |
| IWEERGRPIA |  | GKGRKESAQP |  | PAHL       |  |            |  |            |

A: Аланін

C: Цистеїн

D: Аспарагінова кислота

E: Глутамінова кислота

F: Фенілаланін

G: Гліцин

H: Гістидин

I: Ізолейцин

K: Лізин

L: Лейцин

M: Метіонін

N: Аспарагін

P: Пролін

Q: Глутамін

R: Аргінін

S: Серин

T: Треонін

V: Валін

W: Триптофан

Кодований геном білок за функціями належить до шаперонів, фосфопротеїнів. 
Білок має сайт для зв'язування з іоном міді, іонами металів, іоном цинку. 
Локалізований у цитоплазмі.